# دارينغ مولينبيك
نادي دارينغ مولينبيك الملكي (بالفرنسية: Royal Daring Club Molenbeek)‏ نادي كرة قدم بلجيكي. تم تأسيس النادي في سنة 1895 ثم تم حل النادي في سنة 1973.